# 沃德洛日
沃德洛日（法語：Vaudeloges，法語發音：[vodlɔʒ] ⓘ）是法国卡尔瓦多斯省的一个旧市镇，属于利雪区。2017年，沃德洛日与临近的12个市镇合并为新市镇欧日地区圣皮埃尔。

## 地理
沃德洛日（48°56'37"N, 0°0'20"W）面积12.51 平方千米，位于法国诺曼底大区卡爾瓦多斯省，该省份为法国西北部沿海省份，北濒大西洋英吉利海峡，东北与滨海塞纳省以海上边界相接，东临厄尔省，南至奧恩省，西与芒什省接壤。
与沃德洛日接壤的市镇（或旧市镇、城区）包括：欧日地区巴鲁、库尔西、卢瓦尼、欧日地区诺雷、卢东。
沃德洛日的时区为UTC+01:00、UTC+02:00（夏令时）。

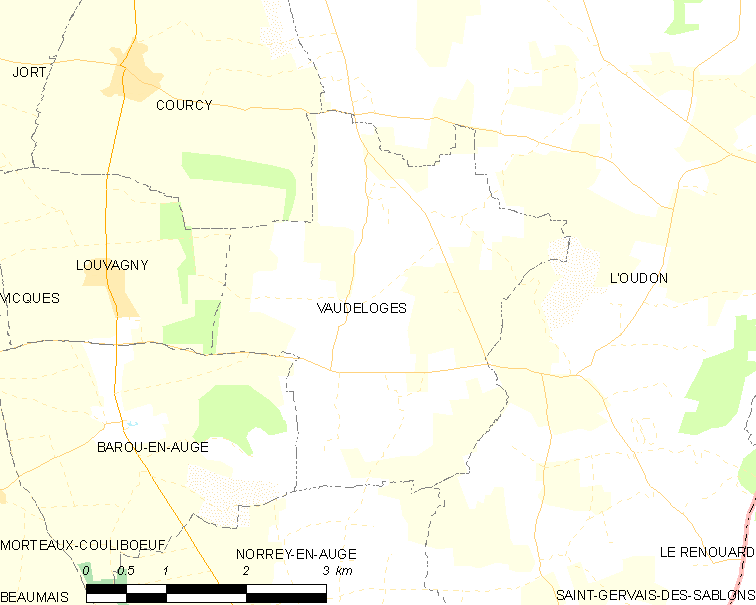
沃德洛日的OSM定位图

## 行政
沃德洛日的邮政编码为14170，INSEE市镇编码为14729。

## 政治
沃德洛日所属的省级选区为利瓦罗派多日县。

## 人口

1962-2008年间沃德洛日人口变化图示

沃德洛日于2018年1月1日时的人口数量为197人。